# São Tomé e Príncipe ai Giochi della XXXI Olimpiade
São Tomé e Príncipe ha partecipato ai Giochi della XXXI Olimpiade, che si sono svolti a Rio de Janeiro, Brasile, dal 5 al 21 agosto 2016, con una delegazione di tre atleti impegnati in due discipline: atletica leggera e canoa. Portabandiera alla cerimonia di apertura è stato il canoista Buly Triste.
Si è trattato della sesta partecipazione di questo paese ai Giochi. Così come nelle precedenti edizioni, non sono state conquistate medaglie.

## Atletica leggera
- 5000 m maschili - 1 atleta (Romário Leitão)
- 1500 m femminili - 1 atleta (Celma Bonfim da Graça)

## Canoa
- C1 1000 m maschili - 1 atleta (Buly Triste)